# 32 Ilir
32 Ilir is een bestuurslaag in het regentschap Palembang van de provincie Zuid-Sumatra, Indonesië. 32 Ilir telt 13.485 inwoners (volkstelling 2010).